# Systém integrované výstražné služby
Systém integrované výstražné služby (SIVS) je výstražná služba, kterou společně poskytují Český hydrometeorologický ústav (ČHMÚ) a meteorologická služba armády ČR pro území České republiky. Vydávání výstražných informací je podloženo § 73 vodního zákona. 
Výstrahy vydává ČHMÚ v souladu s doporučením Světové meteorologické organizace (dále WMO) a evropského výstražného systému Meteoalarm na nebezpečné meteorologické a hydrologické prvky a jevy (dále jen jevy) rozdělené do skupin. Každý z jevů může mít rozdílnou úroveň (stupeň) nebezpečí. Ta se přiřazuje na základě vyhodnocení kombinace očekávané intenzity nebezpečného jevu a pravděpodobnosti jeho výskytu.
Systém využívá předpovědní služba, média, veřejná správa (města a obce) i Integrovaný záchranný systém, konkrétně Hasičský záchranný sbor České republiky.

## Skupiny jevů
Jevy sledované systémem SIVS jsou rozděleny do skupin (čísla se označují jako kódy SIVS)
1. Teplota
2. Vítr
3. Sněhové jevy
4. Námrazové jevy
5. Bouřkové jevy
6. Dešťové srážky
7. Povodňové jevy
8. Dotok
9. Požáry

## Stupeň nebezpečí
Podle kombinace předpokládané intenzity jevu (četnosti výskytu a obvyklých následků) a pravděpodobnosti jeho výskytu se vyhlašují tři úrovně nebezpečí. Tyto stupně se zobrazí na výstražné mapě barevně:
- nízký stupeň nebezpečí (žlutá)
- vysoký stupeň nebezpečí (oranžová)
- extrémní stupeň nebezpečí (červená)

## Formáty poskytovaných výstrah
- geograficky lokalizovaná informace (mapa[2], GIS),
- CAP (Common Alerting Protocol – všeobecný výstražný protokol) dle doporučení WMO.[3] Tento formát umožňuje strojové zpracování a vytváření výstupů na míru jednotlivým uživatelům,
- textová informace.